# 探险家
探险家是为了发现新事物等目的而深入危险或不为人知的地方进行探索的人。探险者通常是来自一个国家或文明最先到达某地方的人。也可以指冒險家、旅行家或者职业航海家、飞行员等等。
探险的目的因人而异，可能包括军事、商业、学术、旅行、宗教等各种因素。

## 古代至中世纪探险家
- 張騫（前195年－前114年）汉武帝时受命率人前往西域寻找大月氏，合力进击匈奴
- 法显（约337年－422年）到达僧伽罗（今日斯里兰卡）
- 玄奘（602年－664年）到达天竺（今日印度）
- 红胡子埃里克（950年－1003年）到达格陵兰
- 莱弗·艾瑞克森（980年－1020年）到达美洲大陆
- 马可·波罗（1254年－1324年）到达中国
- 伊本·白图泰（1304年－1368年）到达中国、印度、斯里兰卡、马里等44多国家

## 大航海时代探险家
- 鄭和（1371年－1433年）船隊遠航到达30多個在西太平洋和印度洋的國家
- 航海家亨利（1394年－1460年）到达东非、亚速尔群岛等地区
- 巴尔托洛梅乌·迪亚士（约1450年－1500年）到达非洲最南端好望角
- 克里斯托弗·哥伦布（1451年—1506年）到达西印度群岛
- 瓦斯科·达·伽马（约1469年—1524年）到达印度
- 佩德罗·卡布拉尔（1460年－1526年）到达巴西
- 斐迪南·麦哲伦（1480年－1521年）率领船队环航地球
- 法兰西斯·德瑞克（1543年－1596年）环球航海
- 阿美利哥·维斯普西（1454年－1512年）到达南美洲东海岸
- 约翰·卡波特（约1450年－约1499年）到达加拿大纽芬兰岛
- 胡安·龐塞·德萊昂（约1460年－1521年）到达美国佛罗里达州
- 瓦斯科·努涅斯·德·巴尔博亚（约1475年－1519年）通过巴拿马地峡，到达太平洋东部
- 荷南·科尔蒂斯（1485年－1547年）阿兹特克征服者，在墨西哥建立西班牙殖民地
- 雅克·卡蒂亚（1491年－1557年）到达加拿大圣劳伦斯河和圣劳伦斯湾
- 赫南多·德索托（约1497年－1542年）到达美国密西西比河
- 法兰西斯克·皮泽洛（1475年－1541年）印加帝国征服者，到达今日旧金山、秘鲁等地区

## 近代探险家
- 科羅纳多（约1510年－1554年）到达美国西南部的大峡谷
- 威廉·巴伦支（1550年－1597年）到达熊岛、斯瓦尔巴群岛、新地岛等北冰洋岛屿
- 亨利·哈德遜（1550年－约1611年）到达加拿大哈得孙湾及哈得孙河
- 沃尔特·雷利（1562年－1618年）到达美国北卡罗莱那州，宣布弗吉尼亚为英格兰殖民地
- 萨缪尔·德·尚普兰（1567年－1635年）到达加拿大魁北克、圣劳伦斯河等地方，并建立了魁北克城
- 亚历山大·马更些（1764年－1820年）到达加拿大马更些河
- 路易斯·德·托雷斯（1565年－1610年）到达位于澳大利亚和新几内亚之间的托雷斯海峡
- 亚伯·塔斯曼（约1603年－1659年）到达塔斯马尼亚岛、新西兰、汤加和斐济
- 约翰·拜伦（1723年－1786年）到达福克兰群岛、北马里亚纳群岛
- 塞缪尔·瓦利斯（1728年－1795年）到达大溪地
- 维他斯·白令（1681年－1741年）到达阿拉斯加、阿留申群岛、鄂霍次克海
- 乔治·斯特拉（1709年－1746年）到达俄罗斯堪察加半岛和西伯利亚
- 詹姆斯·库克（1728年－1779年）到达夏威夷、新喀里多尼亚、新西兰、澳大利亚，并探索太平洋沿岸的海岸线
- 亚历山大·冯·洪堡（1769年－1859年）到中南美洲进行科学考察
- 梅里韦瑟·刘易斯（1774年－1809年）探索美国路易斯安那购地
- 間宮林藏（1775年－1844年）探索日本北海道阿伊努人地区，并到达库页岛
- 吉姆·柏瑞哲（1804年－1881年）探索洛磯山脈，到黃石公園地區及大鹽湖等處
- 尼科莱·普尔热瓦尔斯基（1839年－1888年）到达西藏以及中国的天山山脉
- 笹森儀助（1845年－1915年）探索千岛群岛、琉球群岛
- 河口慧海（1866年－1945年）到西藏拉萨，以取得佛经
- 大卫·利文斯顿（1813年－1873年）到非洲内陆地区探索尼罗河的源头
- 阿道夫·埃里克·諾登舍爾德（1832年－1901年）到达斯匹茨卑爾根島，北冰洋東北航道的開拓者
- 亨利·莫顿·史丹利（1841年－1904年）在非洲与利文斯顿一起探索尼罗河的源头
- 弗里德约夫·南森（1861年－1930年）到达北极
- 斯文·赫定（1865年－1952年）到高加索、波斯、中亚等地探索，发现了楼兰遗迹
- 罗尔德·亚孟森（1872年－1928年）到达南极
- 马尔克·奥莱尔·斯坦因（1862年－1943年）到达中国的新疆和甘肃
- 罗伯特·斯科特（1868年－1912年）到达南极
- 欧内斯特·沙克尔顿（1874年－1922年）到达南极
- 伯希和（1878年－1945年）到达中国敦煌石窟

## 现代探险家
- 艾德蒙·希拉里（1919年－2008年）第一位登上喜马拉雅山的珠穆朗玛峰
- 尤里·加加林（1934年－1968年）第一名进入太空的人
- 尼尔·阿姆斯特朗（1930年－2012年）第一名踏上月球的人
- 植村直己（1941年－1984年）曾独自一人到达北极极点
- 托尔·海尔达尔（1914年－2002年）以木筏康提基号，从秘鲁航海到南太平洋图阿莫图岛
- 汉娜·米肯德（1973年－）到达南极极点
- 潘德明（1908～1976）中国第一位骑自行车单人环球旅行的人
- 林義傑（2007, 2011）世界首位徒步橫越世界兩大旱地 非洲撒哈拉沙漠7500公里/111天 古代絲路10000公里/150天
- 科林·奧布雷迪（Colin O'Brady）（2018）独自徒步从北到南横越南极洲，全程近1600公里/54天，途中完全没有任何补给和支援[1]

## 探险家与地名
- 麦哲伦海峡（斐迪南·麦哲伦）
- 马更些河（亞歷山大·馬更些（英语：Alexander Mackenzie (explorer)））
- 温哥华岛（乔治·温哥华）
- 塔斯马尼亚岛（亚伯·塔斯曼）
- 美洲（阿美利哥·维斯普西）
- 德雷克海峡（法兰西斯·德瑞克）
- 库克海峡（詹姆斯·库克）
- 塔斯曼海（亚伯·塔斯曼）
- 白令海峡（维他斯·白令）
- 哈得孙湾（亨利·哈德遜）
- 巴芬湾（威廉·巴芬）
- 三寶壟（鄭和）